# Brigitte Helm

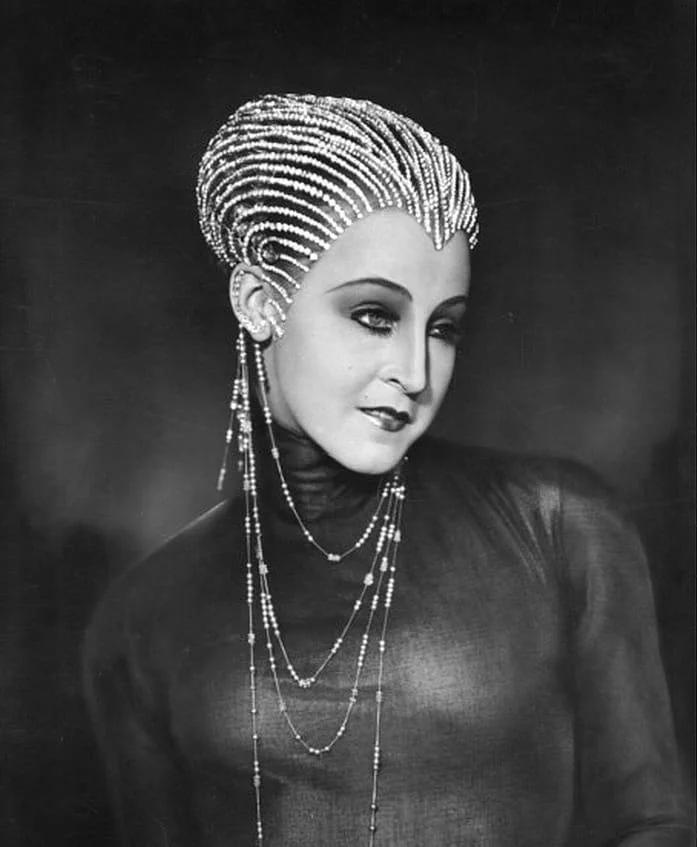
Brigitte Helm 1926 auf dem Filmset von Metropolis

Brigitte Helm (* 17. März 1908 in Schöneberg; † 11. Juni 1996 in Ascona; eigentlich Brigitte Gisela Eva Schittenhelm) war eine deutsche Filmschauspielerin. Bekannt ist sie vor allem durch ihre Hauptrolle in dem deutschen Stummfilm Metropolis von 1927, der gleichzeitig ihr Filmdebüt war.

## Leben
Brigitte Schittenhelms Vater war der Kaufmann Edwin Alexander Johannes Schittenhelm (1871–1913), ihre Mutter war Gretchen Gertrud Martha geborene Tews (1877–1955).

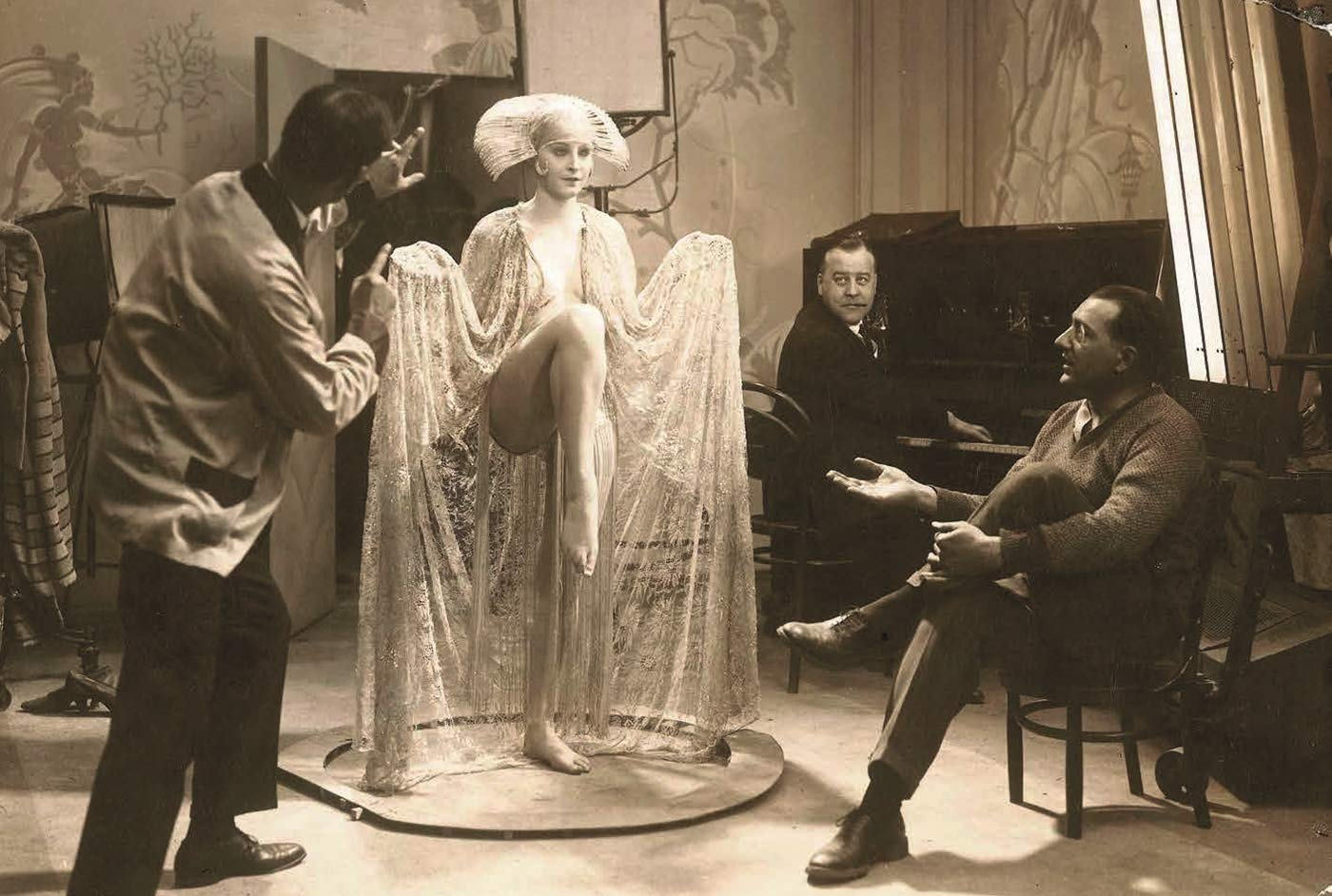
Brigitte Helm mit Fritz Lang bei Proben zu Metropolis

Brigitte Helm ging im Johannaheim, einem von dem Unternehmer Eduard Arnhold gestifteten Waisenheim für Mädchen mit angeschlossener Schule an der alten Zollstation Werftpfuhl in Hirschfelde (heute Werneuchen-Hirschfelde, Brandenburg), zur Schule. Dort spielte sie u. a. bei einer Privataufführung von Shakespeares Sommernachtstraum mit. Als Sechzehnjährige wandte sie sich schriftlich an Fritz Lang, da sie, überzeugt von ihrem Talent, Filmschauspielerin werden wollte. In Neubabelsberg spielte sie vor Lang die Elisabeth aus Maria Stuart. Angetan u. a. von ihrer Wahl der Rolle Elisabeth, dem „beweglichen Ausdruck“ und ihrem Improvisationsvermögen empfahl er sie der UFA, durch die Helm eine Ausbildung erhielt. Nach einem vergeblichen Vorsprechen bei einem anderen Regisseur entschloss sich Lang, trotz zahlreicher Bedenken, die Doppelrolle Maria/Maschinenmensch in seinem Film Metropolis mit Brigitte Helm zu besetzen.

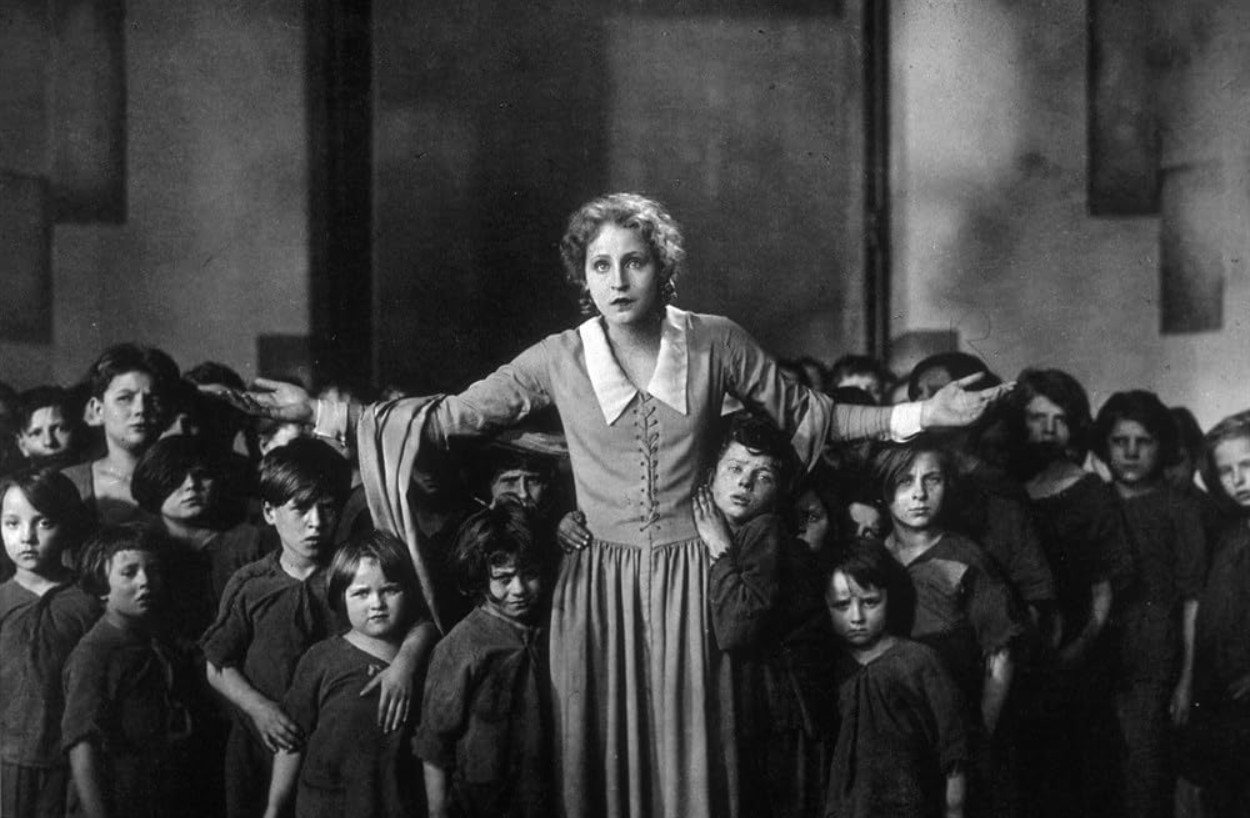
Brigitte Helm 1927 in Metropolis

Nach der Ausbildung schloss Brigitte Helm 1925 mit der UFA einen Zehnjahresvertrag ab und spielte während dieser Zeit fast ausschließlich Hauptrollen. Um nicht auf Rollen als Femme fatale festgelegt zu werden, klagte sie gegen die UFA, erzielte einen Vergleich und spielte fortan auch andere Rollen. 1930 drehte sie ihren ersten Tonfilm Die singende Stadt. Da es damals üblich war, Tonfilme in verschiedenen Sprachversionen herzustellen, war sie auch in Frankreich und England in den jeweiligen Versionen ihrer deutschen Erfolgsfilme zu sehen.

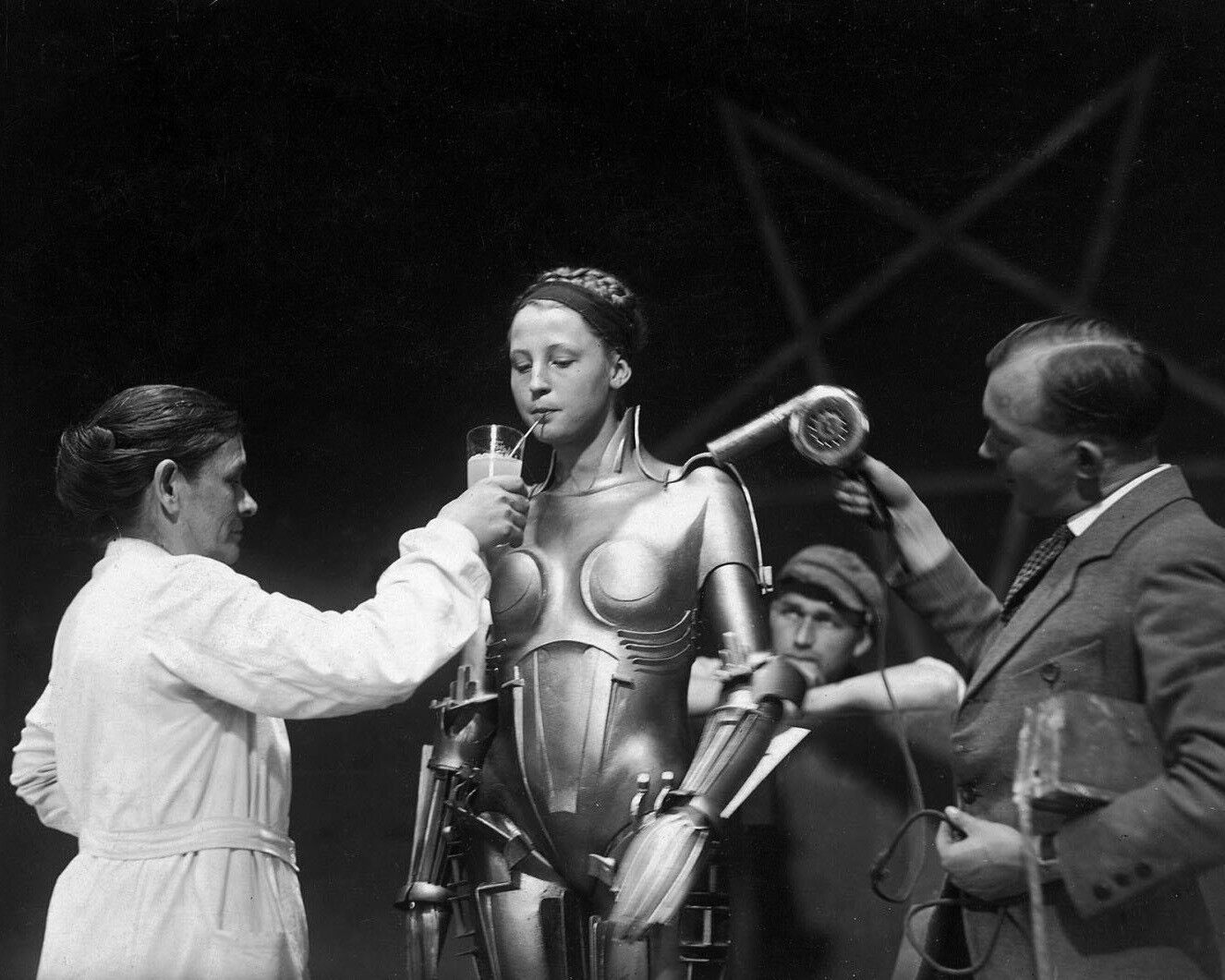
Brigitte Helm im Kostüm des Maschinenmenschen in Metropolis

Im Jahr 1935 drehte sie für Terra Film Ein idealer Gatte; das war ihr letzter Film. Trotz Bemühungen seitens der UFA zog Helm sich wegen Meinungsverschiedenheiten mit dem NS-Regime aus dem Filmgeschäft zurück. Sie heiratete in zweiter Ehe den Industriellen Hugo Eduard Kunheim (1902–1986), und hatte mit ihm vier Kinder. Da ihr zweiter Ehemann jüdischer Abstammung war, zog sie mit ihm in die Schweiz. Ins Filmgeschäft kehrte sie nicht mehr zurück.

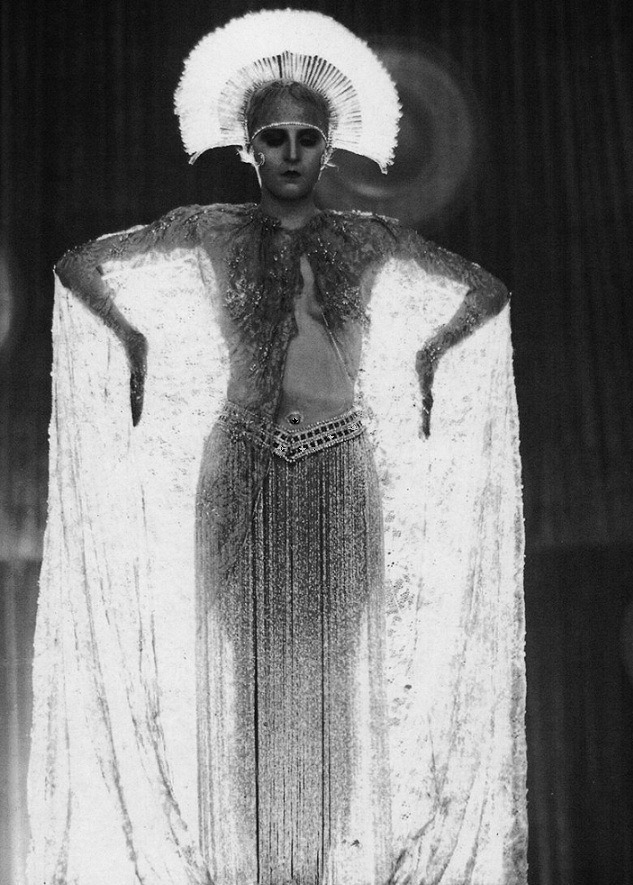
Brigitte Helm in Metropolis

Brigitte Helm starb am 11. Juni 1996 im Alter von 88 Jahren in Ascona. Ihre Grabstätte befindet sich auf dem Städtischen Friedhof von Ascona im Kanton Tessin.

## Preise
- 1968: Filmband in Gold des Bundesfilmpreises für langjähriges und hervorragendes Wirken im deutschen Film

## Filmografie
Stummfilme
- 1927: Metropolis
- 1927: Am Rande der Welt
- 1927: Die Liebe der Jeanne Ney
- 1928: Alraune
- 1928: Die Yacht der sieben Sünden
- 1928: Abwege
- 1928: Das Geld (auch: Geld! Geld!! Geld!!! – frz. Originaltitel: L’Argent)
- 1928: Autour de L’argent (Dokumentarfilm)
- 1929: Skandal in Baden-Baden
- 1929: Die wunderbare Lüge der Nina Petrowna
- 1929: Manolescu

Tonfilme
- 1930: Die singende Stadt
- 1930: Alraune
- 1931: Im Geheimdienst
- 1931: Gloria (deutsche & französische Version)
- 1932: The Blue Danube
- 1932: Die Gräfin von Monte Christo
- 1932: Die Herrin von Atlantis (deutsche, französische & englische Version)
- 1932: Eine von uns
- 1932: Hochzeitsreise zu dritt (deutsche & französische Version)
- 1933: Der Läufer von Marathon
- 1933: Spione am Werk
- 1933: L’Étoile de Valencia
- 1933: Die schönen Tage von Aranjuez (deutsche & französische Version)
- 1933: Inge und die Millionen
- 1934: Gold (deutsche & französische Version)
- 1934: Die Insel (deutsche & französische Version)
- 1934: Vers l’abîme
- 1934: Fürst Woronzeff (deutsche & französische Version)
- 1935: Ein idealer Gatte
- 1958: Das gab’s nur einmal (Kompilationsfilm mit Rahmenhandlung)